# Hollain
Hollain is een dorp in de Belgische provincie Henegouwen. Het is een deelgemeente van de gemeente Brunehaut. Het dorp ligt langs de Schelde, tussen Bléharies, de deelgemeente waar het gemeentehuis staat, en het stadje Antoing. Tot 1 januari 1977 was het een zelfstandige gemeente.

## Bezienswaardigheden
- Op het grondgebied van Hollain, tussen het dorpscentrum en dat van Bléharies, staat de grootste menhir van België, de Brunhildesteen (Frans: Pierre Brunehaut).
- Op het kerkhof ligt een perk met 41 Britse gesneuvelden uit de Tweede Wereldoorlog.
- De Sint-Martinuskerk (Église Saint-Martin) is een neoromaans kerkgebouw van 1920, gebouwd nadat de voorganger in 1918 door oorlogsgeweld werd verwoest.

## Natuur en landschap
Hollain ligt aan de Schelde die hier gekanaliseerd is. De hoogte aan de kerk bedraagt 25 meter.

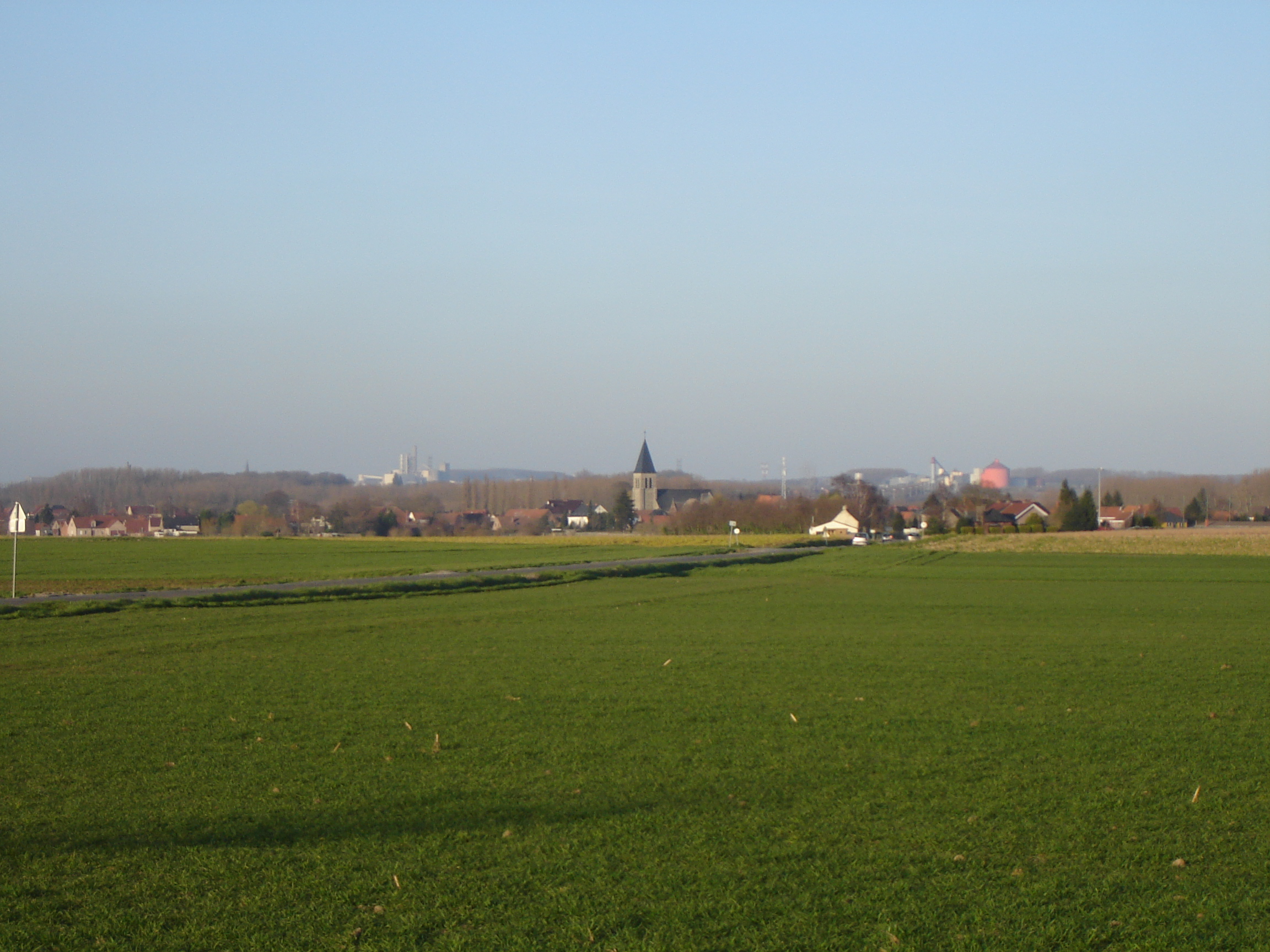
Hollain

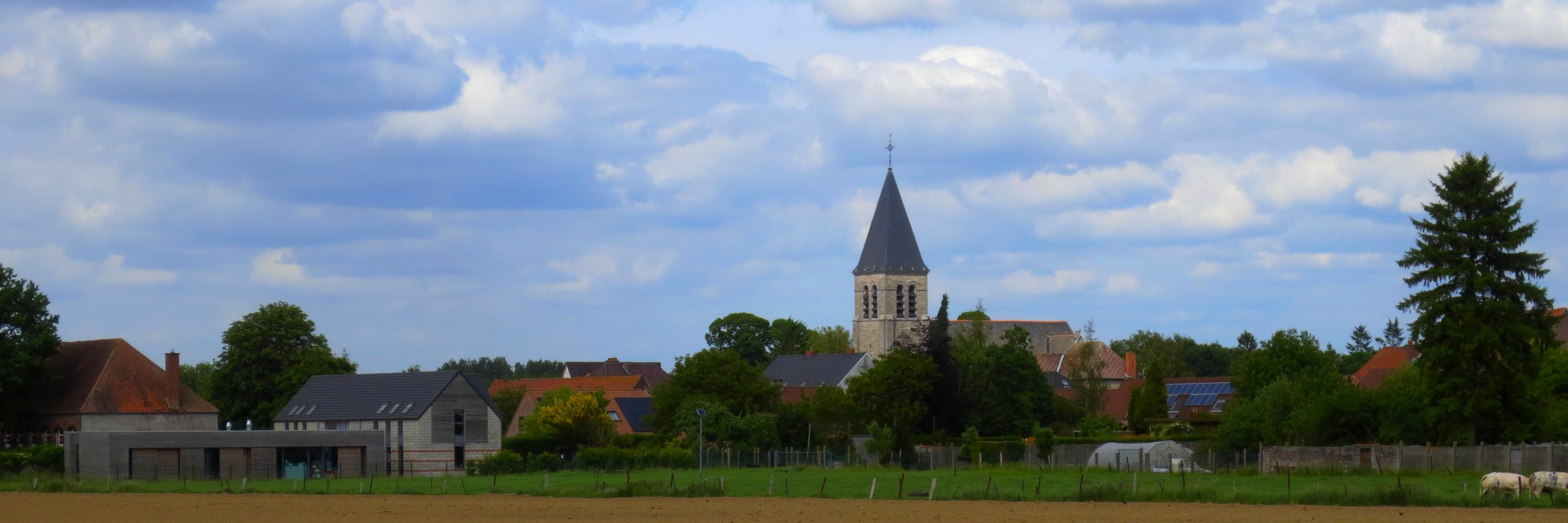
Hollain

## Demografische ontwikkeling
- Bronnen:NIS, Opm:1831 tot en met 1970=volkstellingen, 1976= inwoneraantal op 31 december

## Nabijgelegen kernen
Wez, Jollain-Merlin, Bléharies, Laplaigne, Bruyelle
Deelgemeenten: Bléharies · Guignies · Hollain · Howardries · Jollain-Merlin · Laplaigne · Lesdain · Rongy · Wez-Velvain

Belgische gemeenten · Arrondissement Doornik-Moeskroen · Henegouwen · Wallonië